# Freswick House

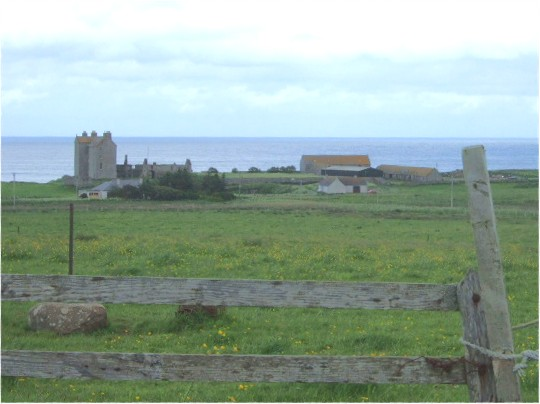
Freswick House

Freswick House, auch Freswick Castle oder House of Freswick, ist ein Tower House in dem schottischen Weiler Freswick nahe der Ortschaft John o’ Groats in der Council Area Highland. 1971 wurde das Bauwerk in die schottischen Denkmallisten in der höchsten Denkmalkategorie A aufgenommen. Die zugehörige Brücke über den Freswick Burn, der Gutshof, der Taubenturm sowie die St Madden’s Chapel sind außerdem separat als Kategorie-B- oder Kategorie-C-Bauwerke klassifiziert.

## Geschichte
Die Mowats errichteten das Tower House vermutlich in der ersten Hälfte des 17. Jahrhunderts. Aufgrund des zugehörigen Taubenturms, dessen Details einen Bau im 16. Jahrhundert nahelegen, könnte am Standort ein Vorgängerbauwerk existiert haben. 1653 ist es als „the manor place of Burnesyde with the mill“ erwähnt. 1661 wurde das Gut an den Clan Sinclair übertragen und es wurde Stammsitz der Sinclairs of Freswick. Zur Unterscheidung von dem Castle of Freswick (alte Bezeichnung von Bucholly Castle), wurde es im 18. Jahrhundert House of Freswick genannt. Erst mit dem Niedergang der Burg tauchte die Bezeichnung Freswick Castle auf. Im Laufe des 18. Jahrhunderts wurde Freswick House überarbeitet und erweitert.

## Beschreibung
Das dreigeschossige Freswick House steht isoliert an der Freswick Bay an der Mündung des Freswick Burns rund sechs Kilometer südlich von John o’ Groats. Nördlich erstreckte sich ehemals eine Wikingersiedlung mit Notnamen Freswick Links. Die Fassaden des Feldstein-Mauerwerks sind mit Harl verputzt. Für die Natursteineinfassungen wurde Stein von der Orkneyinsel Eday verwendet. Aus der südexponierten Hauptfassade tritt rechts ein kurzer Flügel heraus. Die rückwärtige Fassade ist fünf Achsen weit. Mittig tritt ein Kreuzgiebel hervor. Das Hauptportal ist über eine auffächernde Vortreppe zugänglich. Von der Hauptfassade setzt sich links ein zweigeschossiger Flügel nach Süden fort, der heute als Ruine vorliegt. Eine hohe Mauer umfriedet den Innenhof, der über ein Rundbogenportal zugänglich ist. Die Satteldächer sind mit regionalem Schiefer gedeckt und meist mit Staffelgiebeln ausgeführt.

### Brücke über den Freswick Burn
Es existieren Belege über die Existenz der Brücke über den Freswick Burn aus dem Jahre 1726. Der etwa 21 Meter lange Feldsteinviadukt überspannt den Bach mit einem ausgemauerten Segmentbogen und führt den Zufahrtsweg zu Freswick House. Er weist eine Breite von 8,7 Metern und eine Pfeilhöhe von 6,8 Metern auf. An der Nordfassade führt eine profiliert gefasste Tür in einen Raum im Zwickel. Oberhalb ist das Wappen der Sinclairs eingelassen. Dieser Raum diente Überlieferungen zufolge als Gefängniszelle. Die Brücke ist als Denkmal der Kategorie B geschützt.

### Gutshof
Der Gutshof ist als Kategorie-C-Denkmal klassifiziert. Er setzt sich aus drei länglichen, aus dem 18. und 19. Jahrhundert stammenden Gebäuden zusammen, die einen Innenhof auf drei Seiten umschließen. Das Mauerwerk besteht aus Feldstein mit Natursteineinfassungen. In den langgezogenen Gebäuden an der Nord- und Südseite waren Stallungen, Scheunen und Remisen untergebracht. Eine kurze Scheune an der Ostseite bildete seeseitig den Abschluss. Sie ist über eine lange Mauer mit dem Tower House verbunden. Ein kurzer Anbau schützte ein Wasserrad. Die Dächer sind mit regionalem Schiefer gedeckt.

### Taubenturm
Auf der gegenüberliegenden Seite des Freswick Burns nahe der Brücke befindet sich der vermutlich im 16. Jahrhundert errichtete Taubenturm. Er ist aus Bruchstein im Stile einer Bienenkorbhütte aufgemauert. An der Basis weist sein Mauerwerk eine Mächtigkeit von etwa 0,9 Metern auf. Der Innendurchmesser beträgt 3,9 Meter. Äußerlich laufen drei Zierbänder um. In der Apex befindet sich ein rundes Einflugloch. Im Inneren sind steinerne Nistkästen gereiht. Bis zu einer Höhe von etwa 1,8 Metern sind diese abgedeckt und geschwärzt. Hieraus wird geschlussfolgert, dass der Turm später zur Fischräucherung verwendet wurde. 1965 wurde der Taubenturm als Hühnerhaus genutzt. Der Taubenturm ist als Kategorie-B-Bauwerk eingestuft.

### StMadden’s Chapel
Die als Ruine erhaltene Kapelle steht in einem Mäander des Freswick Burns zwischen Freswick House und dem Taubenturm. Vermutlich wurde sie im 18. Jahrhundert errichtet, wobei sowohl das frühe als auch das späte 18. Jahrhundert als Bauzeiträume genannt werden. Auch das Baujahr 1670 in Zusammenhang mit dem Bauherr William Sinclair ist in der Literatur zu finden. Welchem Heiligen die Kapelle geweiht ist, ist unklar. Der schottische Mönch Modan wird in diesem Zusammenhang genannt. Vermutlich befand sich am Standort eine ältere Kapelle. Der Bau ist mit einer Gruft ausgeführt (möglicherweise dem Vorgängerbau entstammend) und diente auch als Mausoleum. Das längliche Gebäude weist eine Länge von 7,4 Metern bei einer Breite von 4,7 Metern auf. Sein Mauerwerk besitzt eine Mächtigkeit von 0,9 Metern. Mittig ist ein Portal in die ostexponierte Fassade eingelassen. In die Südfassade sind zwei Oculi eingelassen. Der Innenraum der heute dachlosen Kapelle ist überwachsen. Die Ruine ist als Denkmal der Kategorie C geschützt.